# Natație la Jocurile Olimpice de vară din 2024 - 400 m liber (masculin)
Proba de înot 400 de metri liber masculin de la Jocurile Olimpice de vară din 2024 a avut loc pe 27 iulie 2024 la Paris Aquatics Centre.

## Recorduri
Înaintea acestei competiții, recordurile mondiale și olimpice erau următoarele:
| Record  | Atlet                 | Timp    | Loc                    | Data          |
| ------- | --------------------- | ------- | ---------------------- | ------------- |
| Mondial | Paul Biedermann (GER) | 3:40,07 | Roma, Italia           | 26 iulie 2009 |
| Olimpic | Sun Yang (CHN)        | 3:40,14 | Londra, Marea Britanie | 28 iulie 2012 |

## Program
Orele sunt ora Franței (UTC+1) 
| Data                   | Timp  | Etapă      |
| ---------------------- | ----- | ---------- |
| Sâmbătă, 27 iulie 2024 | 10:00 | Calificări |
| Sâmbătă, 27 iulie 2024 | 20:42 | Finala     |

## Rezultate

### Calificări
Înotătorii cu cei mai buni 8 timpi s-au calificat în finală, indiferent de cursa de calificare în care participă. 
| Loc | Cursă | Culoar | Sportiv            | Țară                       | Timp    | Note |
| --- | ----- | ------ | ------------------ | -------------------------- | ------- | ---- |
| 1   | 5     | 4      | Lukas Märtens      | Germania                   | 3:44,13 | C    |
| 2   | 4     | 3      | Guilherme Costa    | Brazilia                   | 3:44,23 | C    |
| 3   | 3     | 3      | Fei Liwei          | China                      | 3:44,60 | C    |
| 4   | 5     | 5      | Elijah Winnington  | Australia                  | 3:44,87 | C    |
| 5   | 4     | 4      | Samuel Short       | Australia                  | 3:44,88 | C    |
| 6   | 4     | 1      | Aaron Shackell     | Statele Unite ale Americii | 3:45,45 | C    |
| 7   | 4     | 5      | Kim Woo-min        | Coreea de Sud              | 3:45,52 | C    |
| 8   | 5     | 3      | Oliver Klemet      | Germania                   | 3:45,75 | C    |
| 9   | 3     | 5      | Ahmed Jaouadi      | Tunisia                    | 3:46,19 |      |
| 10  | 4     | 7      | Danas Rapšys       | Lituania                   | 3:46,27 |      |
| 11  | 4     | 8      | Kieran Smith       | Statele Unite ale Americii | 3:46,47 |      |
| 12  | 5     | 1      | Zhang Zhanshuo     | China                      | 3:46,76 |      |
| 12  | 4     | 2      | Lucas Henveaux     | Belgia                     | 3:46,76 |      |
| 14  | 3     | 8      | Zalán Sárkány      | Ungaria                    | 3:47,33 |      |
| 15  | 3     | 7      | David Aubry        | Franța                     | 3:47,53 |      |
| 16  | 5     | 8      | Kieran Bird        | Marea Britanie             | 3:47,54 |      |
| 17  | 5     | 7      | Marco De Tullio    | Italia                     | 3:47,90 |      |
| 18  | 3     | 4      | Victor Johansson   | Suedia                     | 3:47,98 |      |
| 19  | 3     | 1      | Alfonso Mestre     | Venezuela                  | 3:48,20 |      |
| 20  | 3     | 6      | Matteo Lamberti    | Italia                     | 3:48,38 |      |
| 21  | 5     | 2      | Petar Mitsin       | Bulgaria                   | 3:49,30 |      |
| 22  | 2     | 5      | Kregor Zirk        | Estonia                    | 3:49,59 |      |
| 23  | 4     | 6      | Antonio Djakovic   | Elveția                    | 3:49,77 |      |
| 24  | 5     | 6      | Felix Auböck       | Austria                    | 3:50,50 |      |
| 25  | 2     | 7      | Eduardo Cisternas  | Chile                      | 3:51,29 | RN   |
| 26  | 2     | 3      | Ilia Sibirtsev     | Uzbekistan                 | 3:51,52 |      |
| 27  | 2     | 4      | Khiew Hoe Yean     | Malaezia                   | 3:51,66 |      |
| 28  | 3     | 2      | Eduardo Moraes     | Brazilia                   | 3:51,74 |      |
| 29  | 2     | 2      | Joaquín Vargas     | Peru                       | 3:54,59 |      |
| 30  | 2     | 6      | Jovan Lekić        | Bosnia și Herțegovina      | 3:57,90 |      |
| 31  | 2     | 8      | Pavel Alovațki     | Republica Moldova          | 3:59,77 |      |
| 32  | 2     | 1      | Loris Bianchi      | San Marino                 | 4:01,13 |      |
| 33  | 1     | 5      | Ilias el Fallaki   | Maroc                      | 4:01,59 |      |
| 34  | 1     | 3      | Raekwon Noel       | Guyana                     | 4:02,29 | RN   |
| 35  | 1     | 6      | Alberto Vega       | Costa Rica                 | 4:03,14 |      |
| 36  | 1     | 2      | Ridhwan Abubakar   | Kenya                      | 4:05,14 |      |
| 37  | 1     | 4      | Nikola Ǵuretanoviḱ | Macedonia                  | 4:05,38 |      |

Rezultate

### Finala
Rezultate finală.
| Loc | Culoar | Sportiv           | Țară                       | Timp    | Note |
| --- | ------ | ----------------- | -------------------------- | ------- | ---- |
| 1   | 4      | Lukas Märtens     | Germania                   | 3:41,78 |      |
| 2   | 6      | Elijah Winnington | Australia                  | 3:42,21 |      |
| 3   | 1      | Kim Woo-min       | Coreea de Sud              | 3:42,50 |      |
| 4   | 2      | Samuel Short      | Australia                  | 3:42,64 |      |
| 5   | 5      | Guilherme Costa   | Brazilia                   | 3:42,76 | RC   |
| 6   | 3      | Fei Liwei         | China                      | 3:44,24 |      |
| 7   | 8      | Oliver Klemet     | Germania                   | 3:46,59 |      |
| 8   | 7      | Aaron Shackell    | Statele Unite ale Americii | 3:47,00 |      |